# هتل حشرات

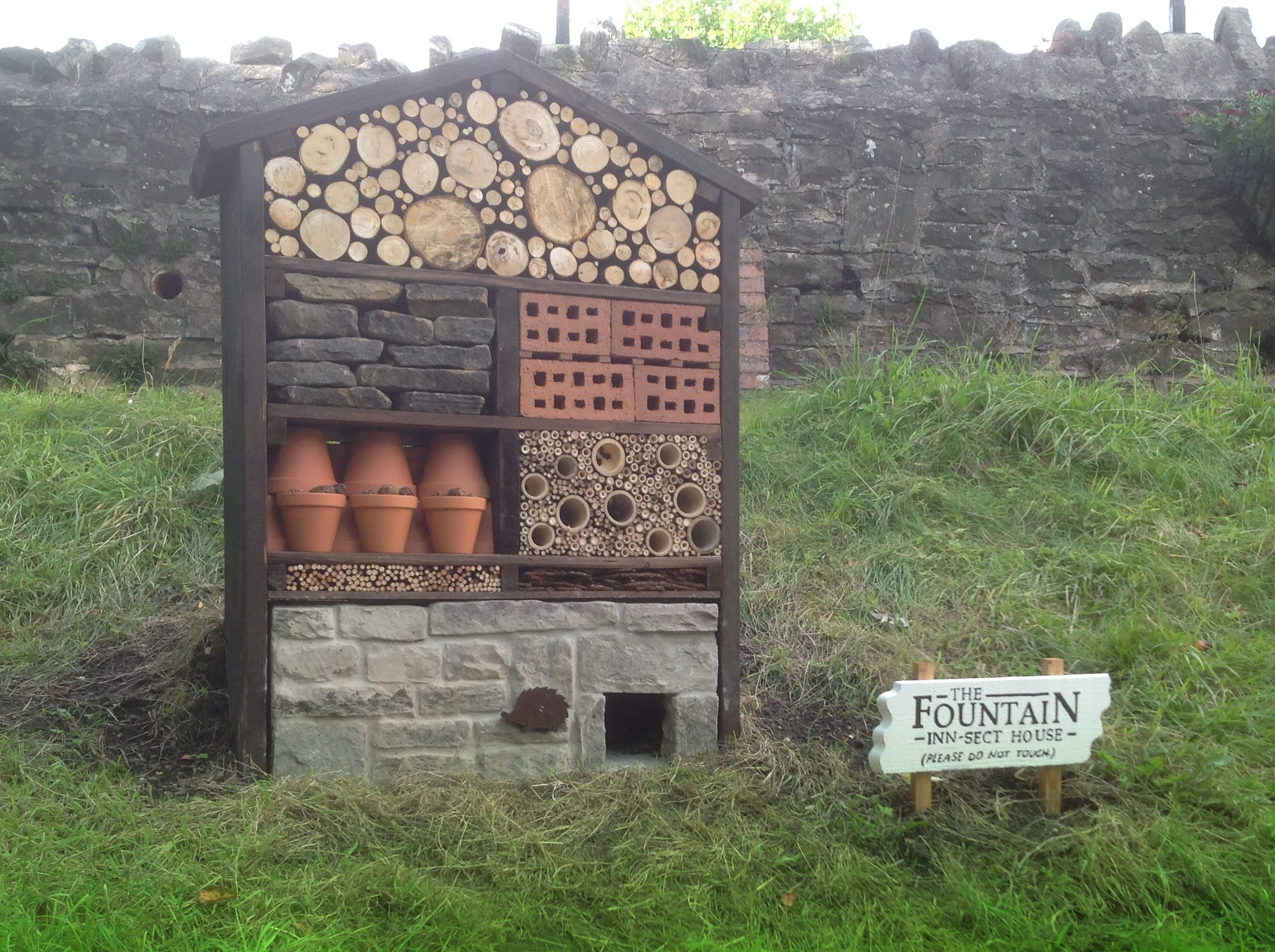
خانه حشرات در پارکند، جنگل دین، انگلستان

هتل حشرات که با نام خانه حشرات نیز شناخته می‌شود، سازه‌ای دست‌ساز است که جهت ایجاد سرپناه برای حشرات ساخته شده است. این سازه‌ها می‌توانند بسته به هدف خاص یا حشره خاصی که برای آن تهیه می‌شوند، در اشکال و اندازه‌های مختلفی باشند. بیشتر آنها از چندین بخش مختلف تشکیل شده‌اند که امکانات لانه‌سازی را به خصوص در طول زمستان، و برای انواع مختلفی از حشرات فراهم می‌کنند. مورد هدف این سازه‌ها شامل میزبانی از گرده افشان‌ها است.

## هدف
بسیاری از هتل‌های حشرات توسط حشراتی از جمله زنبور عسل و زنبورهای تک‌زی به عنوان لانه استفاده می‌شوند. این حشرات طعمه را به لانه جایی که تخم‌ها گذاشته می‌شوند، می‌کشند، هتل‌های حشرات دیگری نیز به‌طور خاص برای زمستان‌خوابی حشرات از جمله کفشدوزک و پروانه طراحی شده‌اند.

## هتل‌های مختلف برای حشرات مختلف

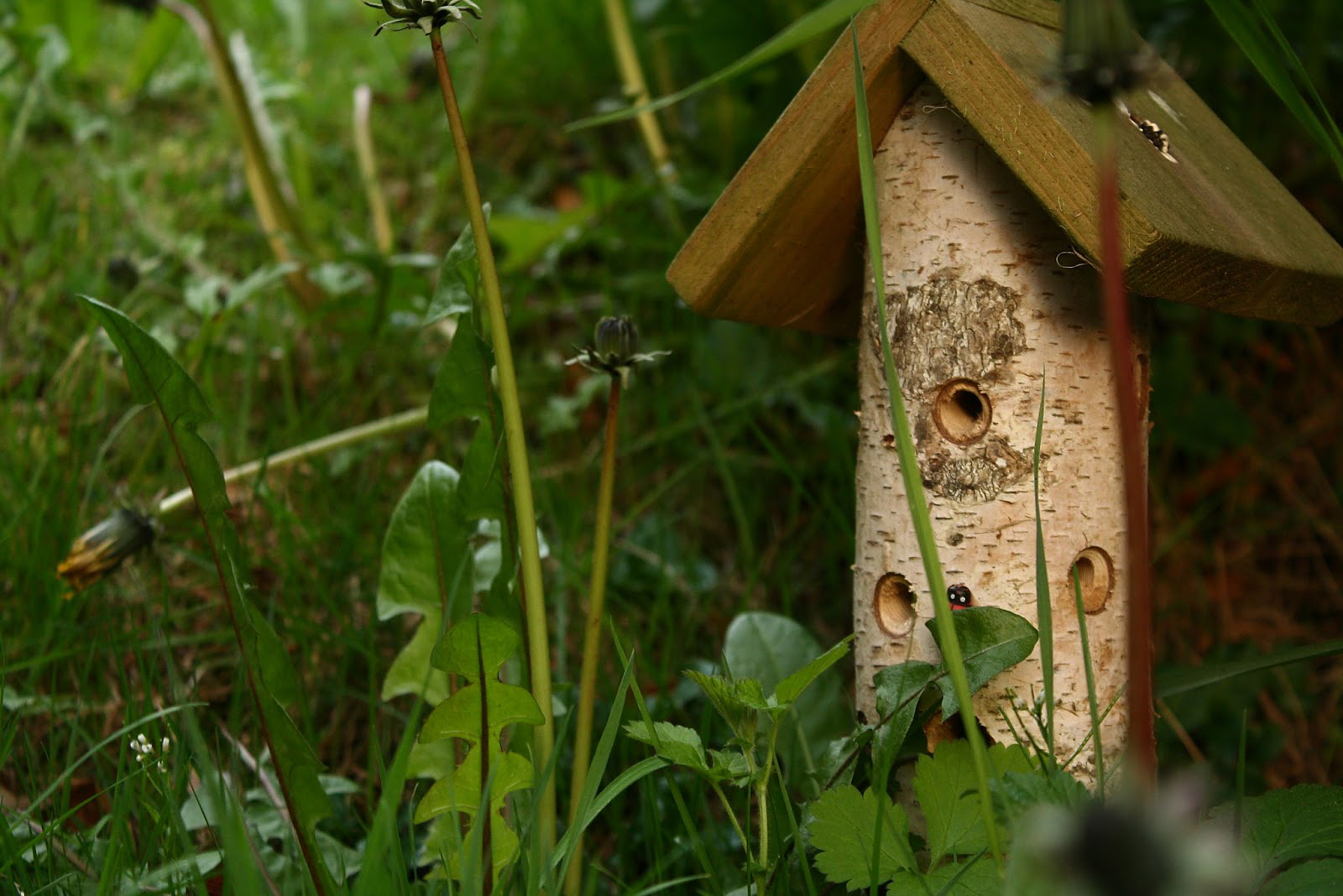
هتل لیدی‌برد

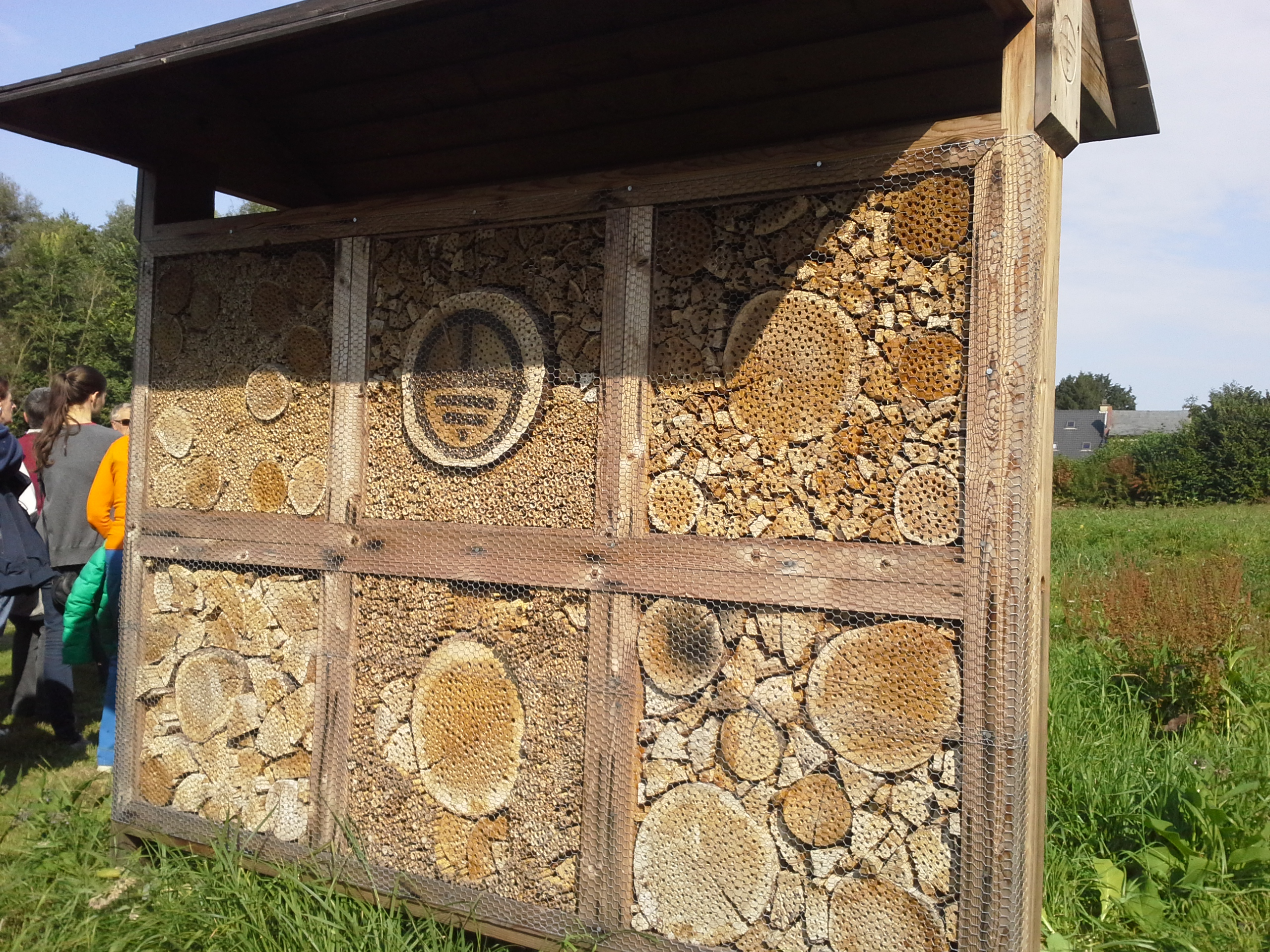
هتل زنبور عسل در گریمبرژان، بلژیک

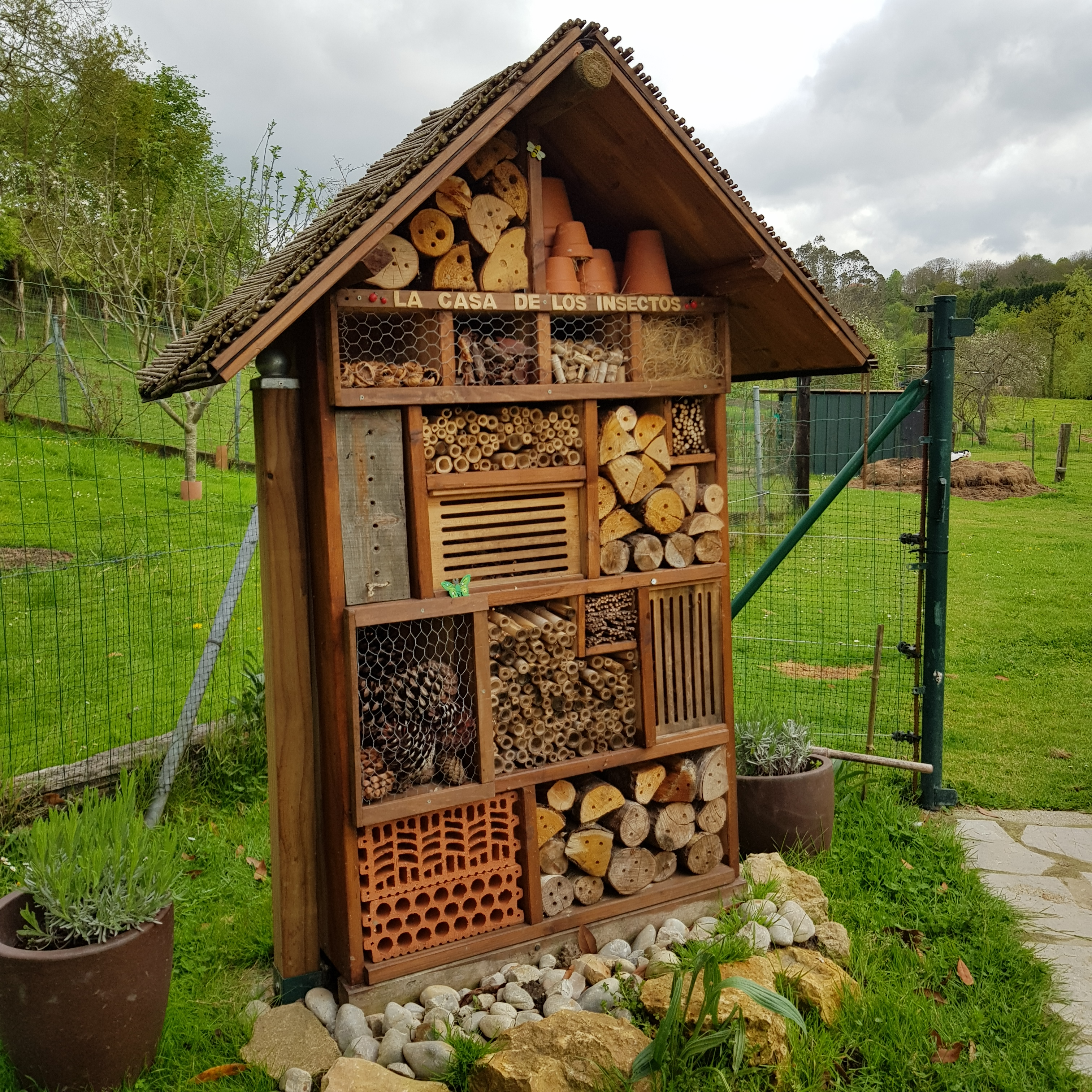
هتل زنبور عسل و هتل حشرات در مزرعه La CasaRoja، آستوریاس، اسپانیا.

مصالح خوب برای ساخت هتل حشرات می‌تواند شامل استفاده از دیوارهای سنگی خشک یا کاشی‌های قدیمی باشد. سوراخ‌های ایجاد شده در مصالح هتل حشرات را تشویق می‌کند تا لاروها را برای بارداری ترک کنند؛ بنابراین، مواد مختلفی مانند سنگ و چوب برای طیف وسیعی از حشرات و تنوع زیستی آنها توصیه می‌شود.
اغلب از کنده و پوست درخت، و نی‌های بسته‌بندی شده و بامبو استفاده می‌شود. اجزا یا اندازه‌های مختلف سوراخ‌هایی که به عنوان ورودی هتل حشرات استفاده می‌شوند، گونه‌های مختلفی را جذب می‌کنند. هتل حشرات آماده نیز در مراکز باغبانی و به ویژه مراکز و سازمان‌های حفاظت از محیط زیست و آموزشی یافت می‌شوند.

### زنبورها
زنبور عسل و زنبور بی‌عسل تک‌زی در کندویی که ملکه دارد زندگی نمی‌کنند.
گونه‌های مختلف زنبورهای انفرادی نیازهای متفاوتی دارند. اکثریت قریب به اتفاق این زنبورها در تونل‌هایی که در خاک لخت حفر شده‌اند لانه می‌سازند، اما زنبورهای نجار، بنا و زنبورهای برگ‌چین در یک لوله لانه می‌سازند. فقط دو نوع آخر در لوله‌های آماده در هتل زنبور عسل لانه می‌سازند.
این زنبورها بیشتر عمر خود را در سلول می‌گذرانند، سپس لاروها در طول زمستان پیله می‌کنند. آنها در بهار و به موقع برای گرده افشانی درختان میوه و بادام ظاهر می‌شوند. نرها در دوران بلوغ بسیار کوتاه زندگی می‌کنند، فقط به اندازه‌ای که بتوانند با ماده‌ها جفت‌گیری کنند، و ماده‌ها هم فقط به اندازه‌ای عمر می‌کنند که لانه‌سازی را کامل کنند.

### پروانه‌ها
پروانه‌هایی که به خواب زمستانی می‌روند، مکان‌های سرپوشیده مانند شکاف‌های خانه‌ها و آلونک‌ها یا فضاهای بسته مانند فضاهای بین برگ‌ها را ترجیح می‌دهند. برخی از هتل‌های حشرات، محفظه‌های مخصوص پروانه با شکاف‌های عمودی را در خود جای می‌دهند که بال‌های حساس حیوانات را در نظر می‌گیرند، اما مناسب بودن این محفظه‌ها برای پروانه‌ها مورد بحث است.

### حشرات انگلی
با استفاده از هتل حشرات، حشرات انگلی نیز جذب می‌شوند تا از امکانات آن استفاده کنند. زنبورهای فاخته و زنبورهای وحشی تخم‌های خود را در لانه‌های دیگران می‌گذارند تا پس از بیرون آمدن از تخم، غذای آماده و در دسترس آنها را فراهم کنند، بدون اینکه حشره والد مجبور به تهیه غذای آنها باشد.

## تأثیرات زیست‌محیطی
هتل حشرات عموماً نیروی مثبتی در بازیابی یا حفظ جمعیت گرده افشان‌های وحشی، به ویژه زنبور عسل بومی، تلقی می‌شود که بسیاری از آنها به دلیل عوامل مختلفی مانند رقابت با زنبورهایی مانند زنبور عسل اروپایی جزو گونه در خطر انقراض هستند. هتل‌های حشرات به ویژه به عنوان منبع ارزشمندی برای حشراتی در نظر گرفته می‌شوند که زیستگاه طبیعی اصلی‌شان از بین رفته است. چنین حشراتی اغلب مجبور می‌شوند مسکن‌های جایگزین، مانند پارک‌های شهری را پیدا کنند که معمولاً با موفقیت کمتری همراه است. بیش از نیمی از زنبورهای وحشی بومی آمریکای شمالی با مشکلات مشابهی روبرو هستند و تعداد واقعی احتمالاً به دلیل داده‌های ناکافی در مورد گونه‌های خاص، بیشتر است. هتل‌های زنبور عسل گاهی اوقات، چه توسط صاحبان خانه و باغبانان خیرخواه، و چه توسط پروژه‌های جنبش حفاظت دولتی، در تلاش برای حل این مشکل و فراهم کردن زیستگاهی برای تثبیت جمعیت‌های زنبورهای بومی در حال مبارزه، ساخته می‌شوند.

## نگارخانه

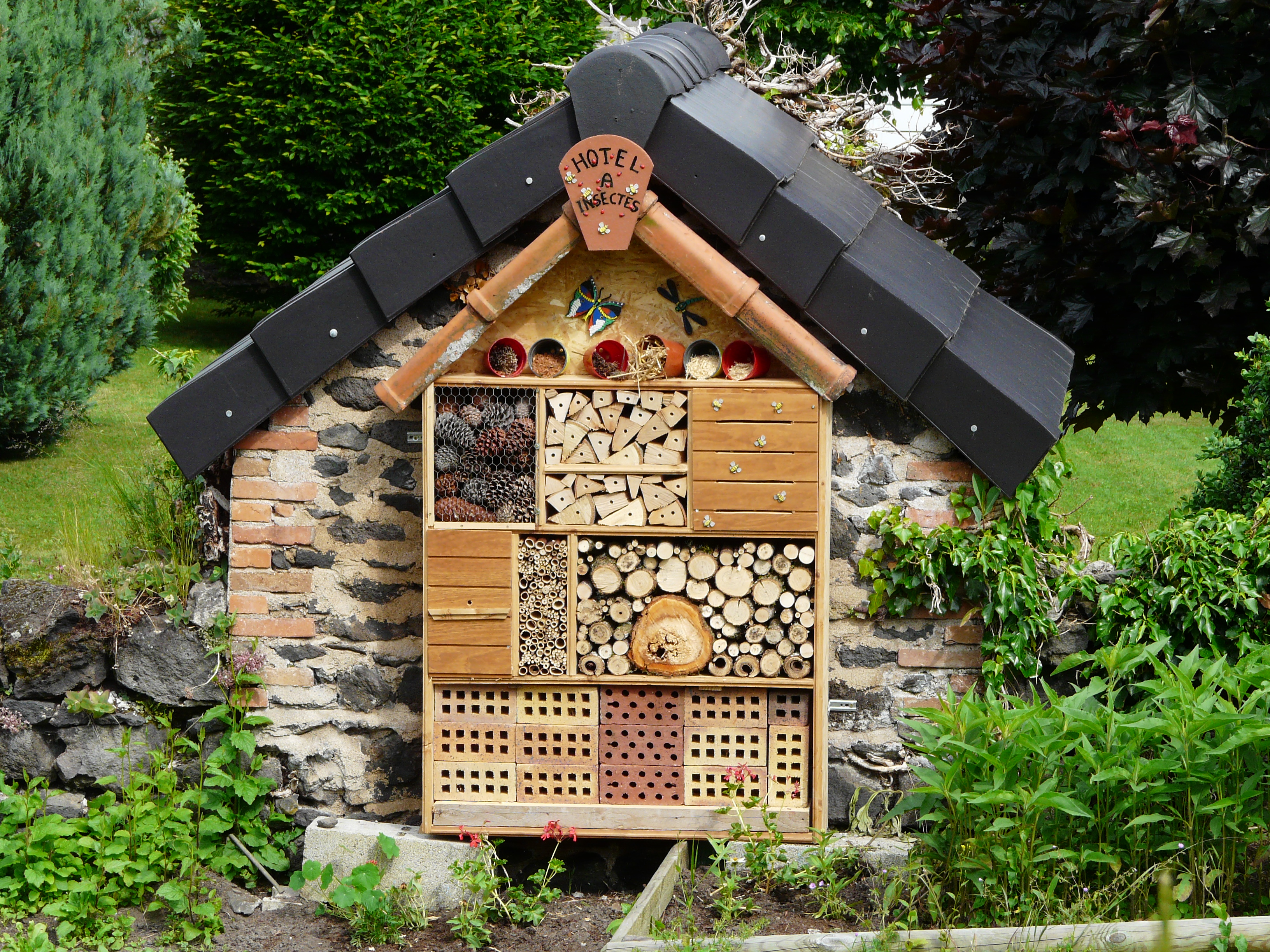
خانه حشرات در پونتگیبو ، پوی-دو-دوم ، فرانسه
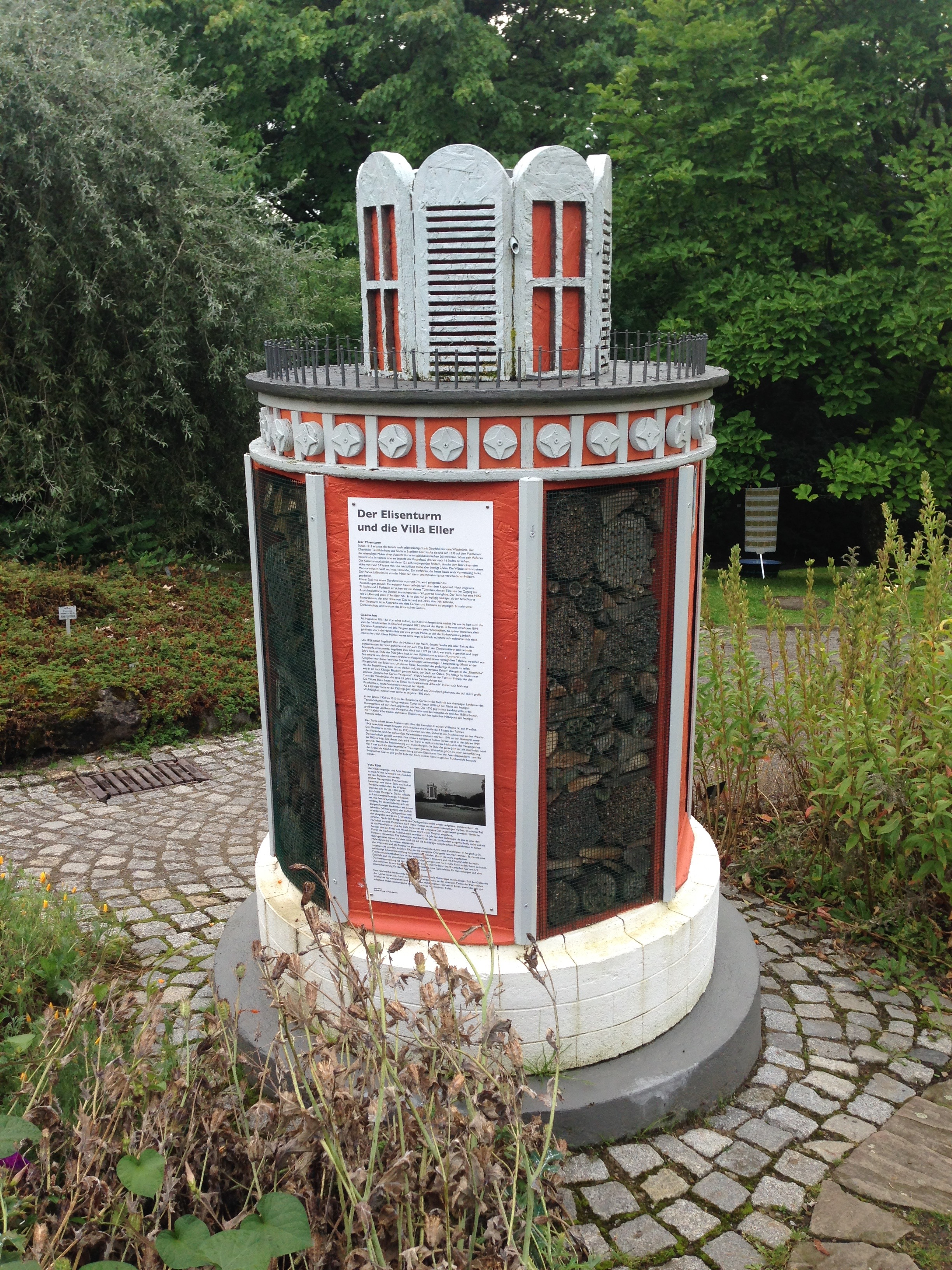
هتل حشرات در باغ گیاه‌شناسی ووپرتال ، آلمان
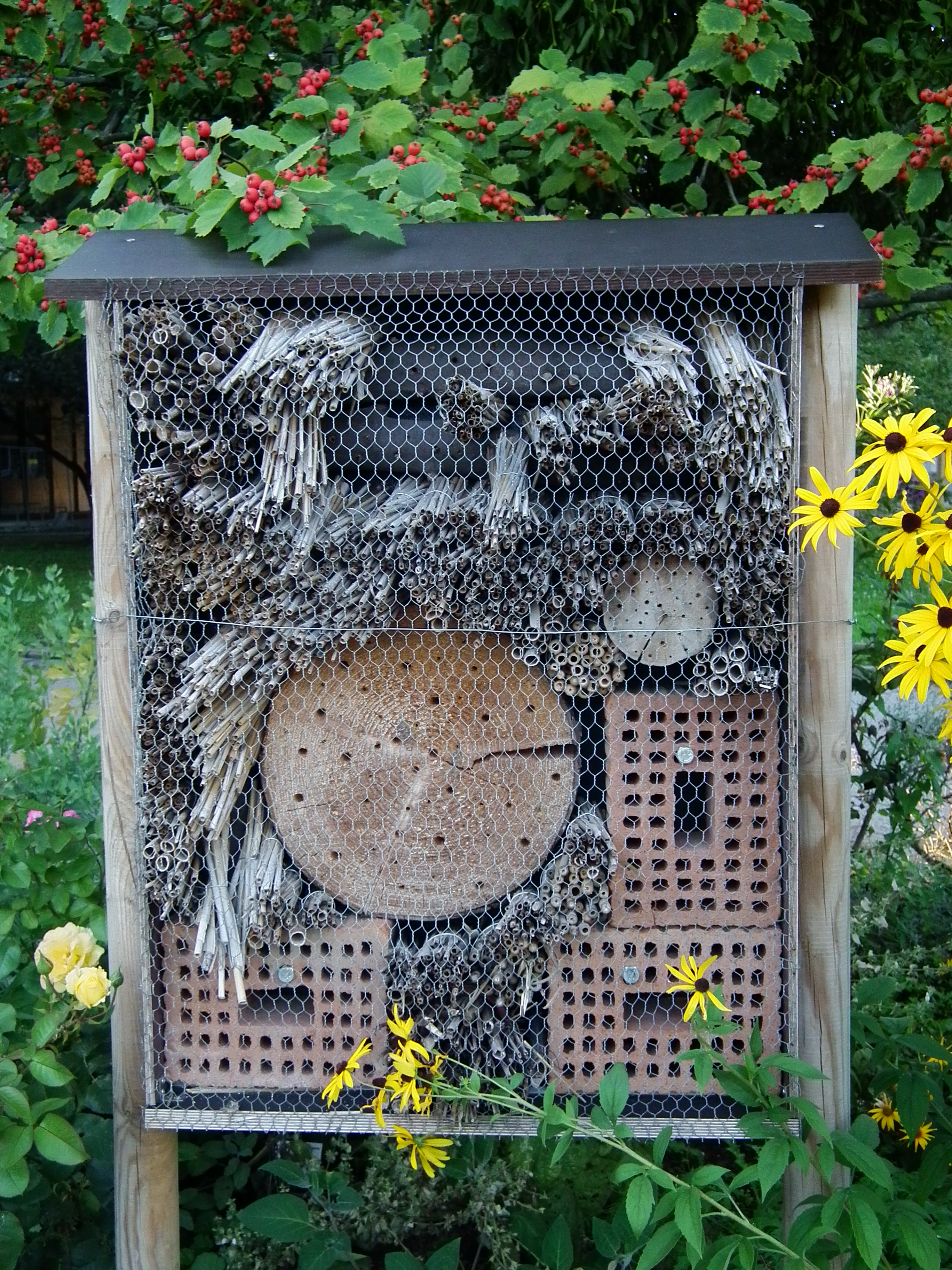
هتل حشرات در باغ گیاه‌شناسی هایدلبرگ ، آلمان
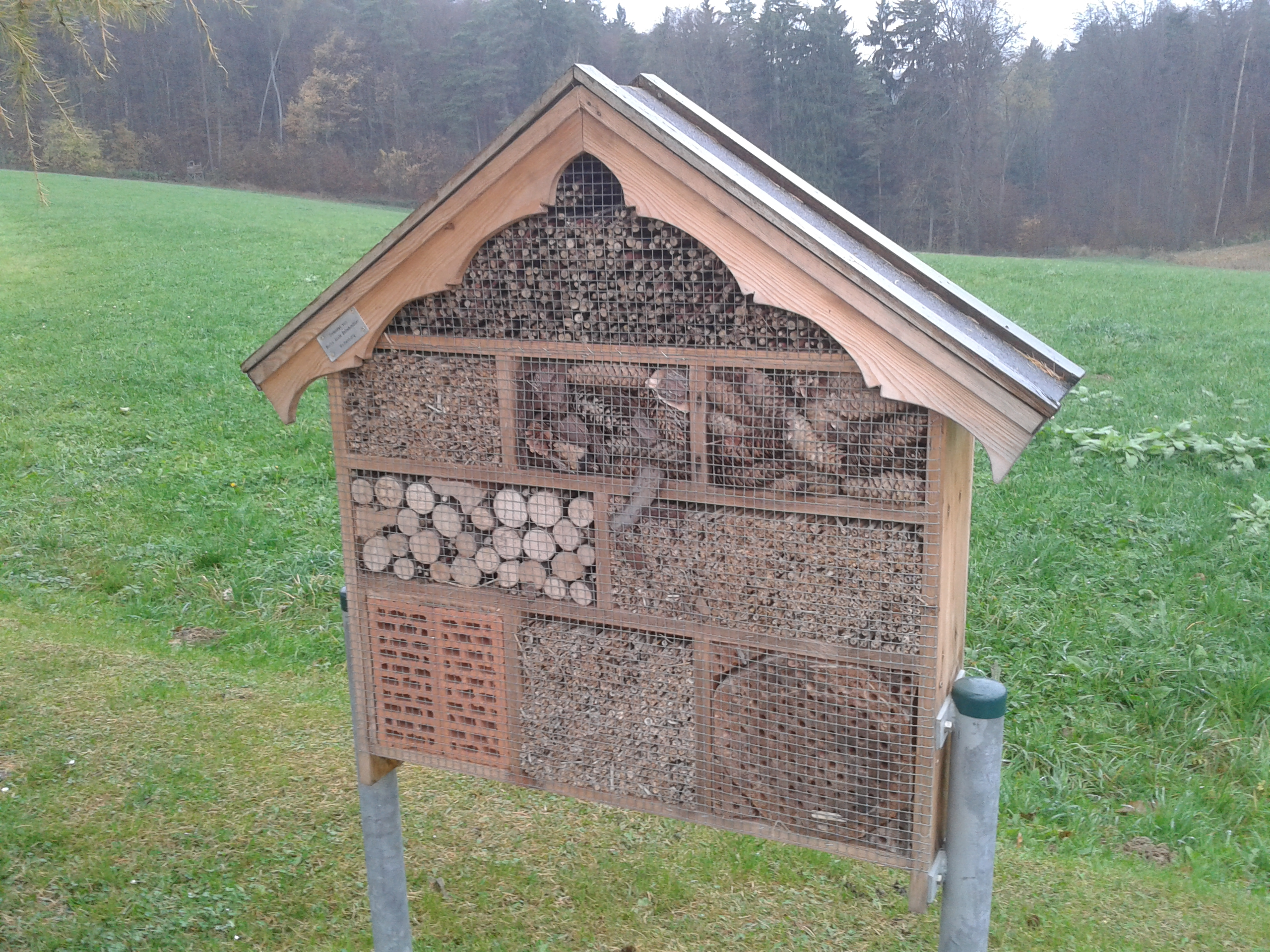
هتل حشرات در نزدیکی کلهایم ، آلمان
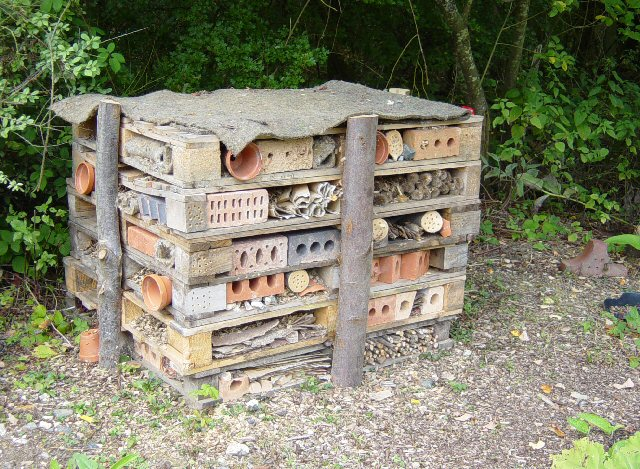
هتل حشرات ساخته شده از پالت‌های چوبی، ایستگاه راه‌آهن وست گرینستد ، وست ساسکس ، بریتانیا
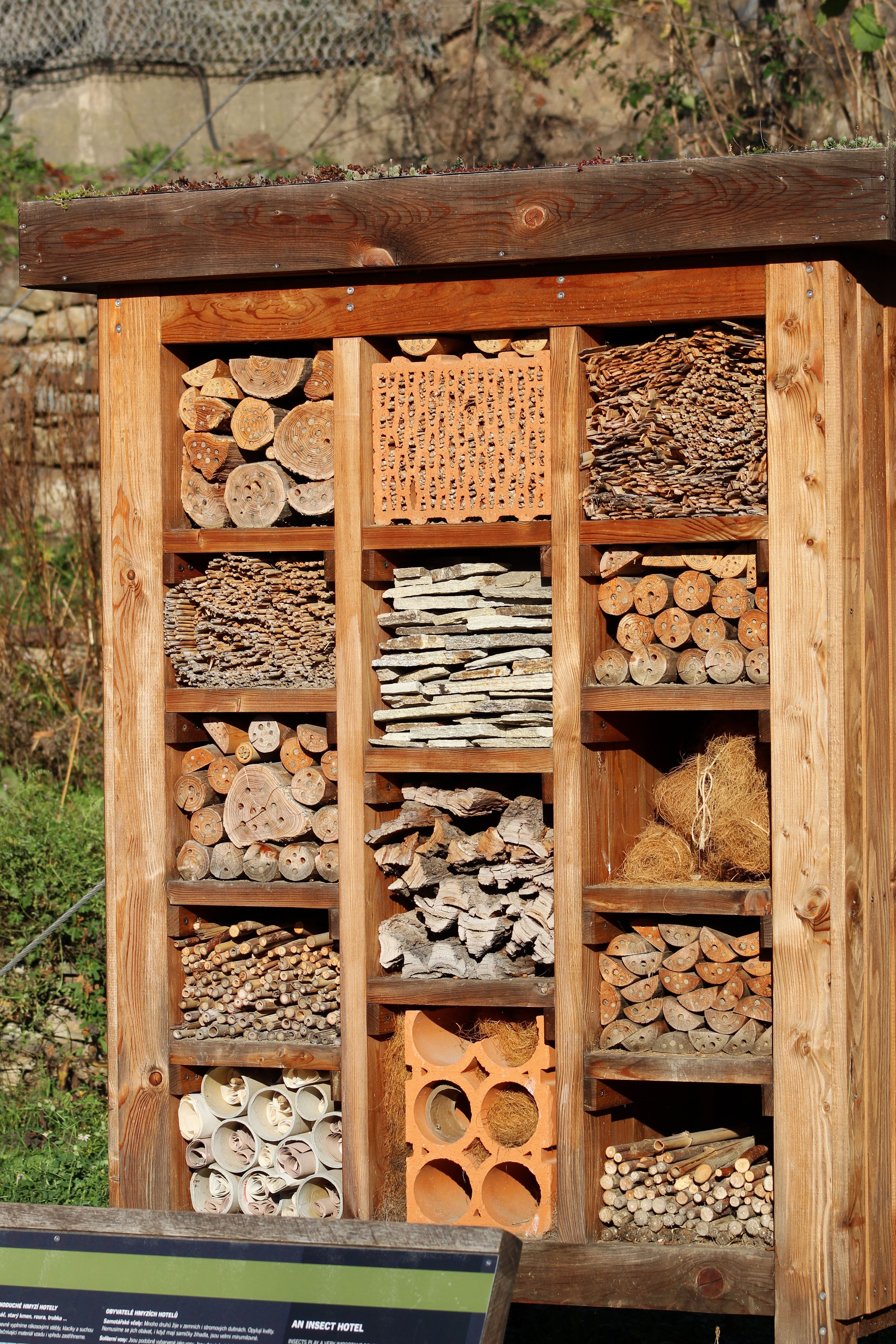
هتل حشرات در جمهوری چک
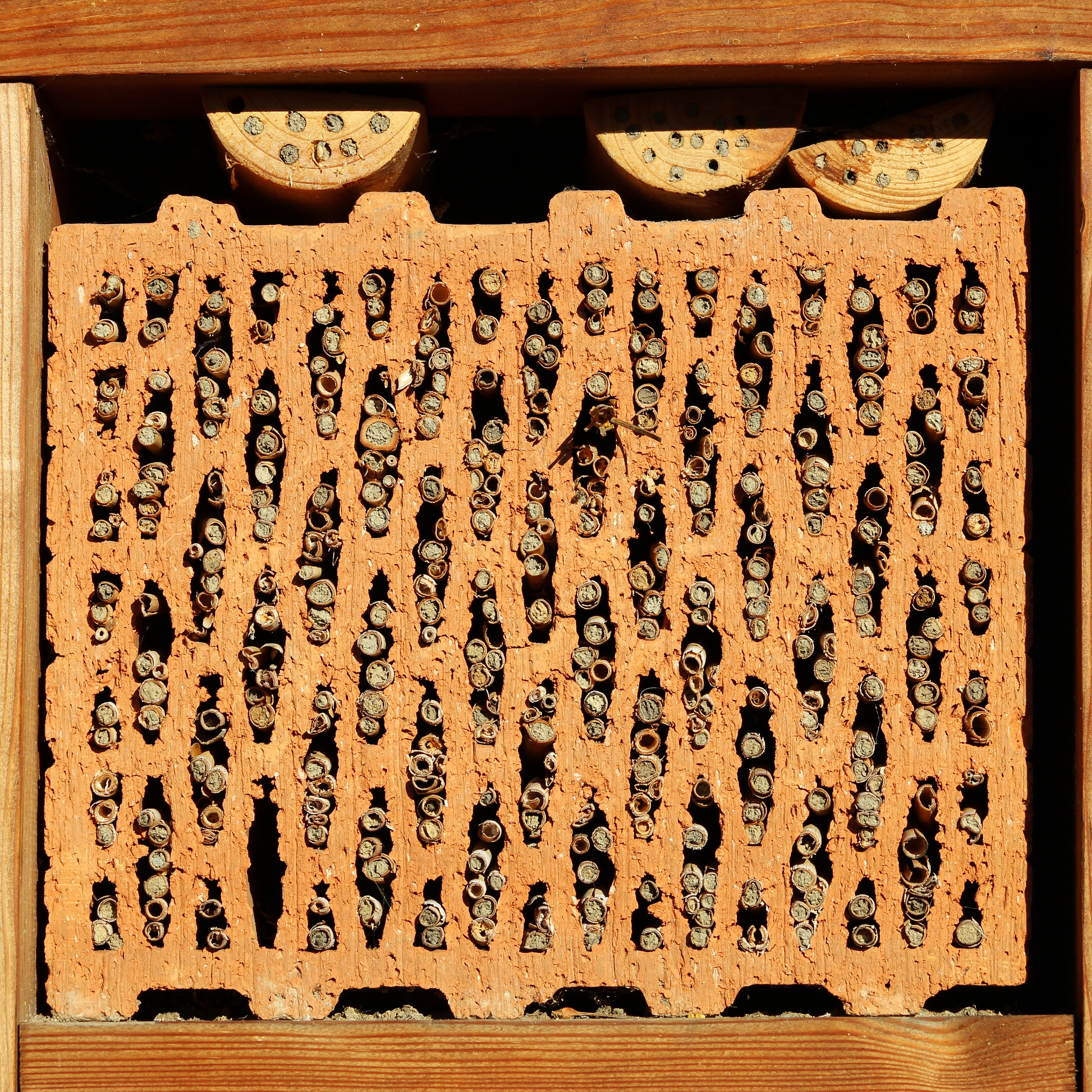
هتل حشرات در جمهوری چک
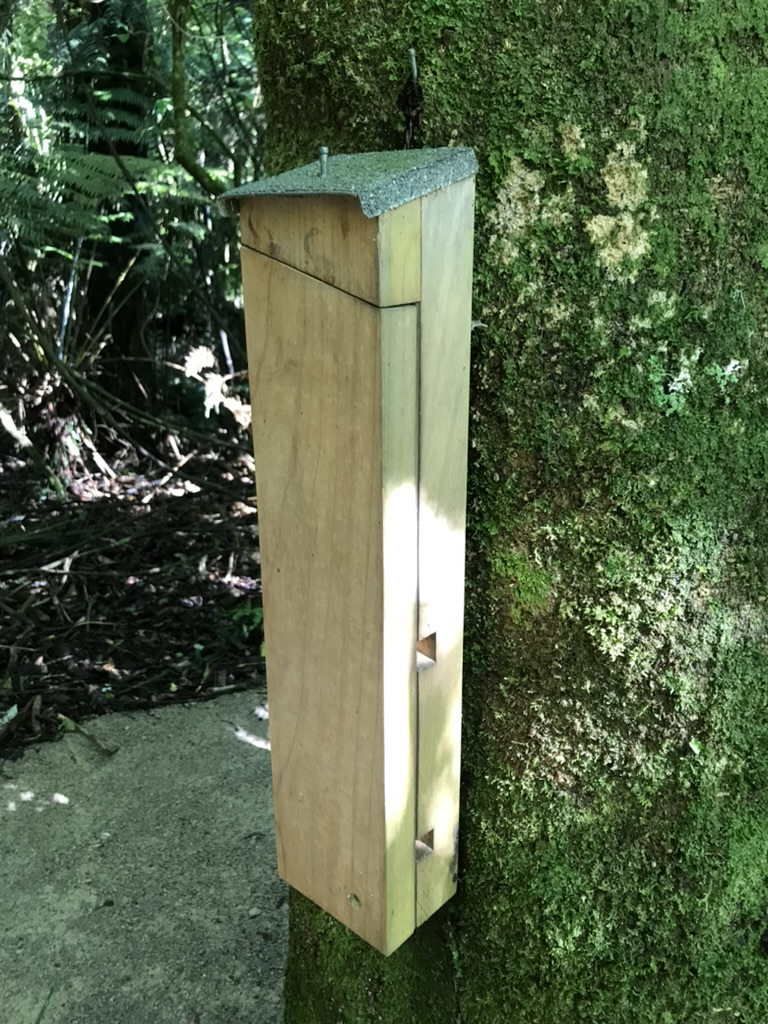
هتل حشرات در نیوزلند